# Агвата, Остин
Остин Агвата Кенечукву (англ. Austin Agwata Kenechukwu; род. 30 июня 2002, Энугу) — нигерийский футболист, нападающий клуба «Зволен».

## Карьера

### «Минск»
Воспитанник нигерийского клуба «Топфлайт». Первым тренером был Аарон Нвафор. В феврале 2021 года перешёл в белорусский клуб «Минск». Дебютировал за клуб 6 марта 2021 года в матче Кубка Белоруссии против «Ислочи». Первый матч в Высшей Лиге сыграл 13 марта 2021 года против солигорского «Шахтёра». Также выступал за дублирующий состав горожан. В основной команде по ходу сезона закрепиться не смог. Провёл за клуб 12 матчей во всех турнирах и в декабре 2021 года покинул его.

### «Ханинге»
В феврале 2022 года стал игроков шведского клуба «Ханинге» из Дивизиона 1. Дебютировал за клуб 15 мая 2022 года в матче против клуба «Васалунд». Дебютный гол за клуб забил 4 июня 2022 года в матче против клуба «Соллентуна». По итогу сезона футболист выступал в клубе чередуя матчи в стартовом составе и со скамейки запасных, записав в свой актив единственный забитый гол, однако вместе с клубом занял 14 место в турнирной таблице и покинул чемпионат. 

### «Тисакечке»
В апреле 2023 года футболист перешёл в венгерский клуб «Тисакечке». Дебютировал за клуб 2 апреля 2023 года в матче против клуба «Академия Сегед-Чанада Грошича», выйдя на поле в стартовом составе. Официально был представлен в венгерском клубе 6 апреля 2023 года. Дебютный гол за клуб забил 7 мая 2023 года в матче против клуба «Дороги». По итогу сезона вместе с клубом закончил чемпионат на одиннадцатом месте, за который футболист отличился своим единственным забитым голом.

### «Зволен»
В конце июля 2023 года футболист перешёл в словацкий клуб «Зволен».